# Мара Заліте
Мара Заліте (латис. Māra Zālīte; 18 лютого 1952, Красноярськ) — латвійська письменниця.